# Santa Catarina Tayata
Santa Catarina Tayata es una localidad del estado mexicano de Oaxaca. Es cabecera del municipio de Santa Catarina Tayata.

## Demografía
| Censo | Población |
| ----- | --------- |
| 1900  | 747       |
| 1910  | 696       |
| 1921  | 903       |
| 1930  | 866       |
| 1940  | 495       |
| 1950  | 586       |
| 1960  | 556       |
| 1970  | 547       |
| 1980  | 575       |
| 1990  | 89        |
| 1995  | 338       |
| 2000  | 255       |
| 2005  | 226       |
| 2010  | 277       |
| 2020  | 313       |